# 春日神社 (名古屋市中区)
春日神社（かすがじんじゃ）は、愛知県名古屋市中区大須3丁目46-34にある神社。社格は旧郷社。

## 祭神
- 武甕槌命（たけみかづちのみこと）[1]
- 経津主命（ふつぬしのみこと）[1]
- 天児屋根命（あめのこやねのみこと）[1]
- 比売神（ひめがみ）[1]

## 歴史

### 創建

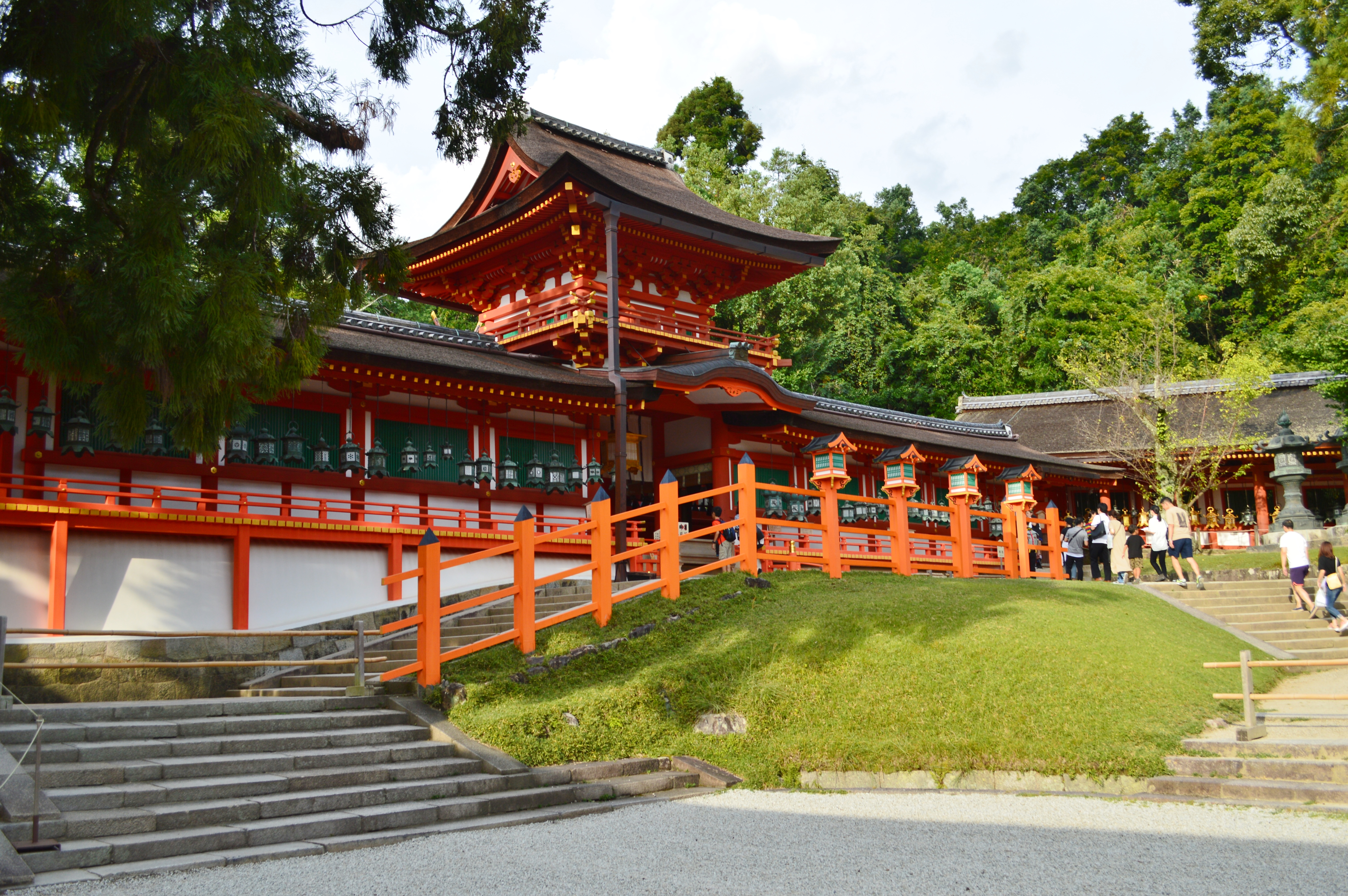
奈良の春日大社

神護景雲年間（767年～770年）に大和国奈良の春日大社が創建された際、常陸国の鹿島神宮から神霊を遷座する折、尾張国山田庄の当地に仮泊した。天暦2年（948年）、郡司の藤原某がこのことに因んで武甕槌命、経津主命、天児屋根命、比売神の春日四柱大神を奉祀したのが春日神社の起源である。

### 中世・近世
文亀年間（1501年～1504年）、小林城主の牧長清が前津村の氏神として社殿を造営するなどした。この際、春日大社の猿沢池に倣って社殿の西側に大池を造営したが、この池はいつしか消滅した。なお、牧長清は小林村の氏神として三輪神社を祀っており、富士浅間神社を再興している。
その後、代々の尾州藩主の崇敬を受け、2代藩主の徳川光友の母が乳の病に悩まされた際には、春日神社の神木を祀って平癒されたことで、お産の守神として崇敬を集めた。9代藩主の徳川宗睦からは石灯籠、釣灯籠、鈴などの寄進を受けた。
正徳2年（1712年）、享保3年（1718年）、元文5年（1740年）、宝暦8年（1758年）、天保2年（1831年）には社殿の修復を行った記録がある。江戸時代にはまず醍醐院が春日神社の別当を務め、その後泰昌寺が明治維新まで別当を務めている。

### 近代・現代
明治初期には近代社格制度による村社に列せられた。1894年（明治27年）にも社殿の修復を行った。1905年（明治38年）、春日大社から雌雄の鹿を譲り受けて境内で飼育を始めた。1911年（明治44年）には例祭に出す神輿が新調された。境内には旭廓の楼主や名古屋電灯取締役などを務めた佐治儀助の寄進による常夜燈などもある。
太平洋戦争末期の1945年（昭和20年）3月12日や3月19日には大須が空襲を受け、本殿、拝殿、社務所などあらゆる建物が焼失した。1958年（昭和33年）から約3年をかけて、本殿、幣殿、廊門、廻廊、手水舎などを造営した。
旧称は春日大明神または春日社。名古屋市に春日信仰は少ないとされる。

## 境内

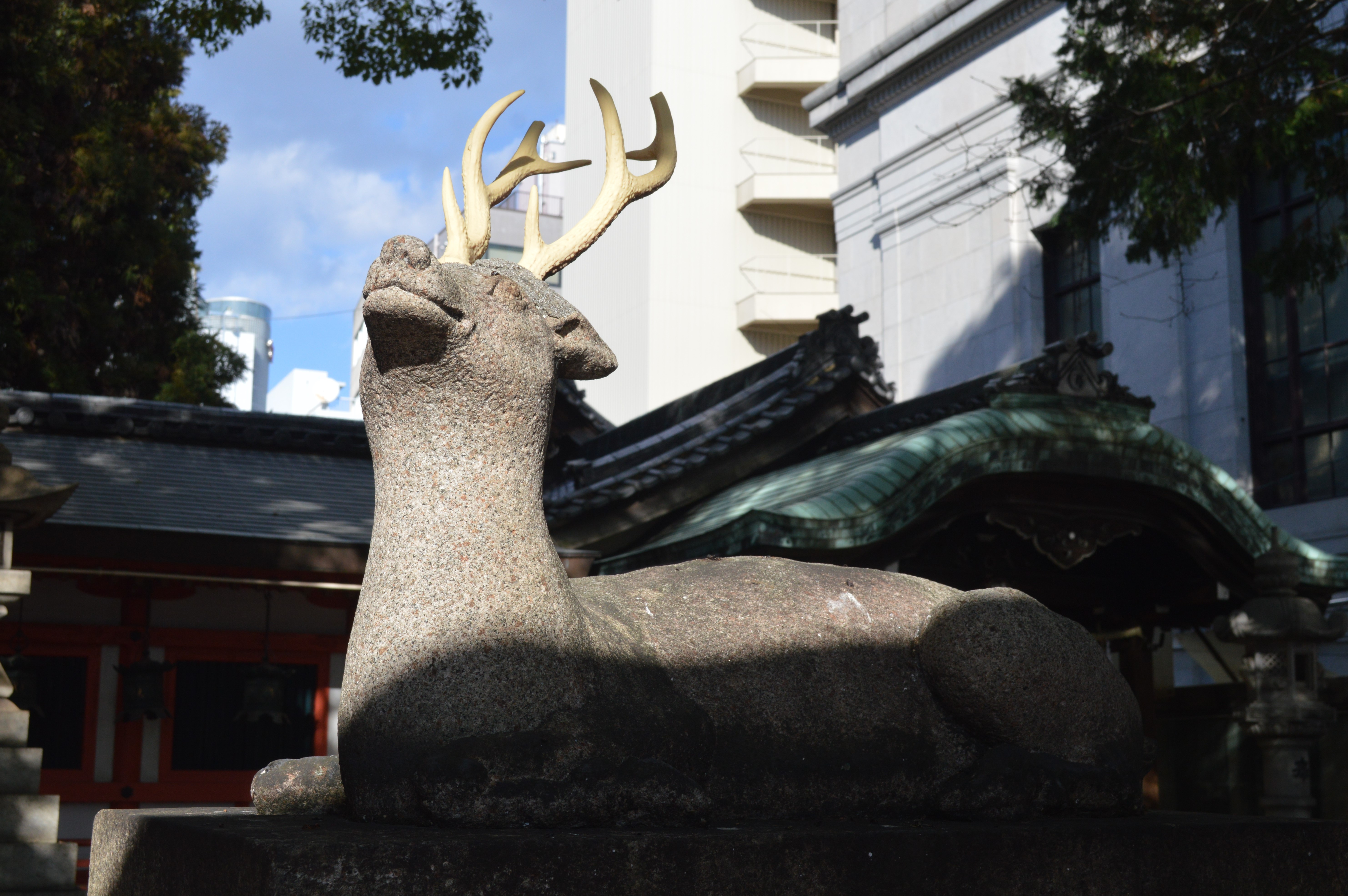
狛鹿

- 拝殿
- 本殿

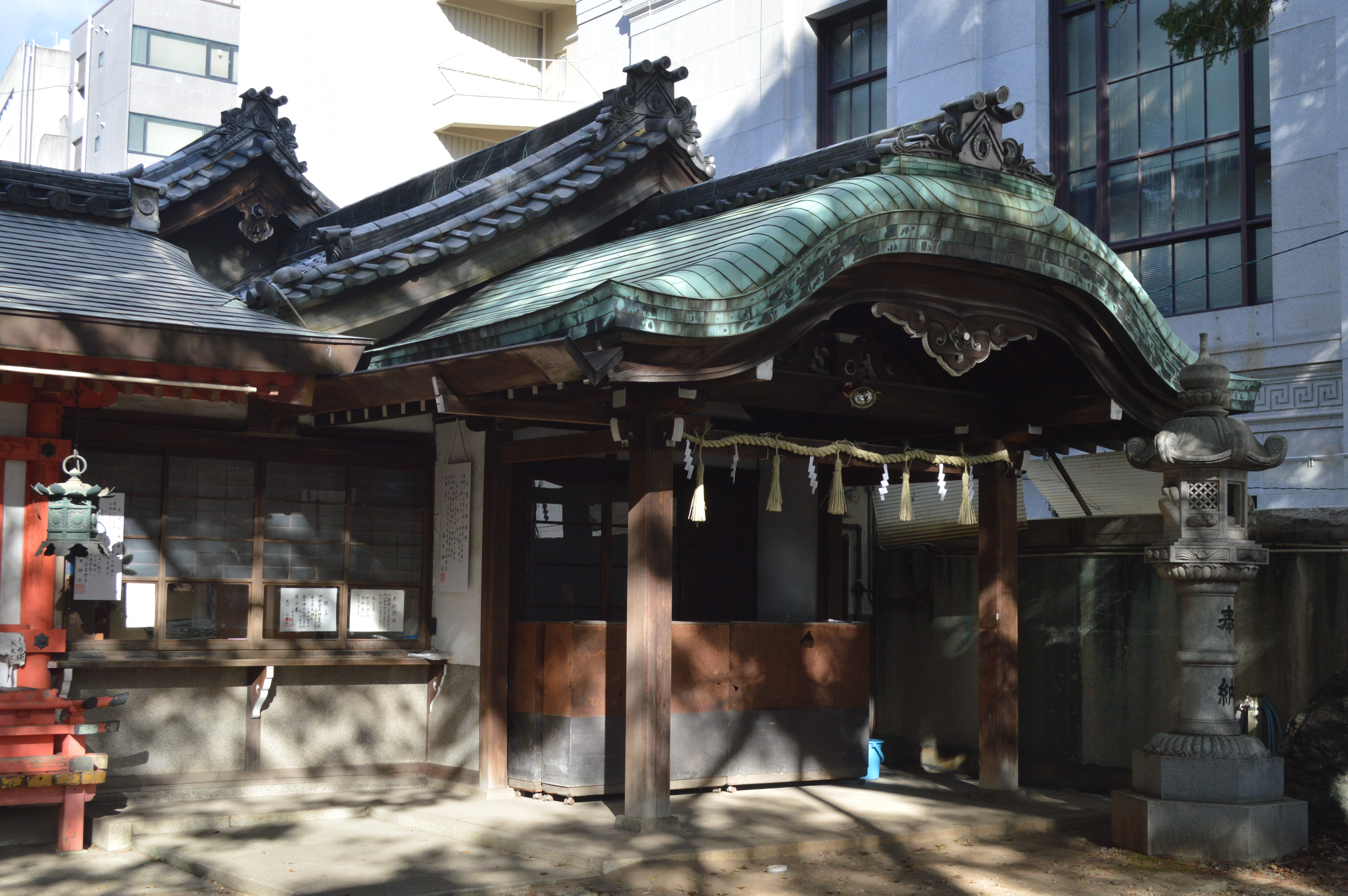
玄関
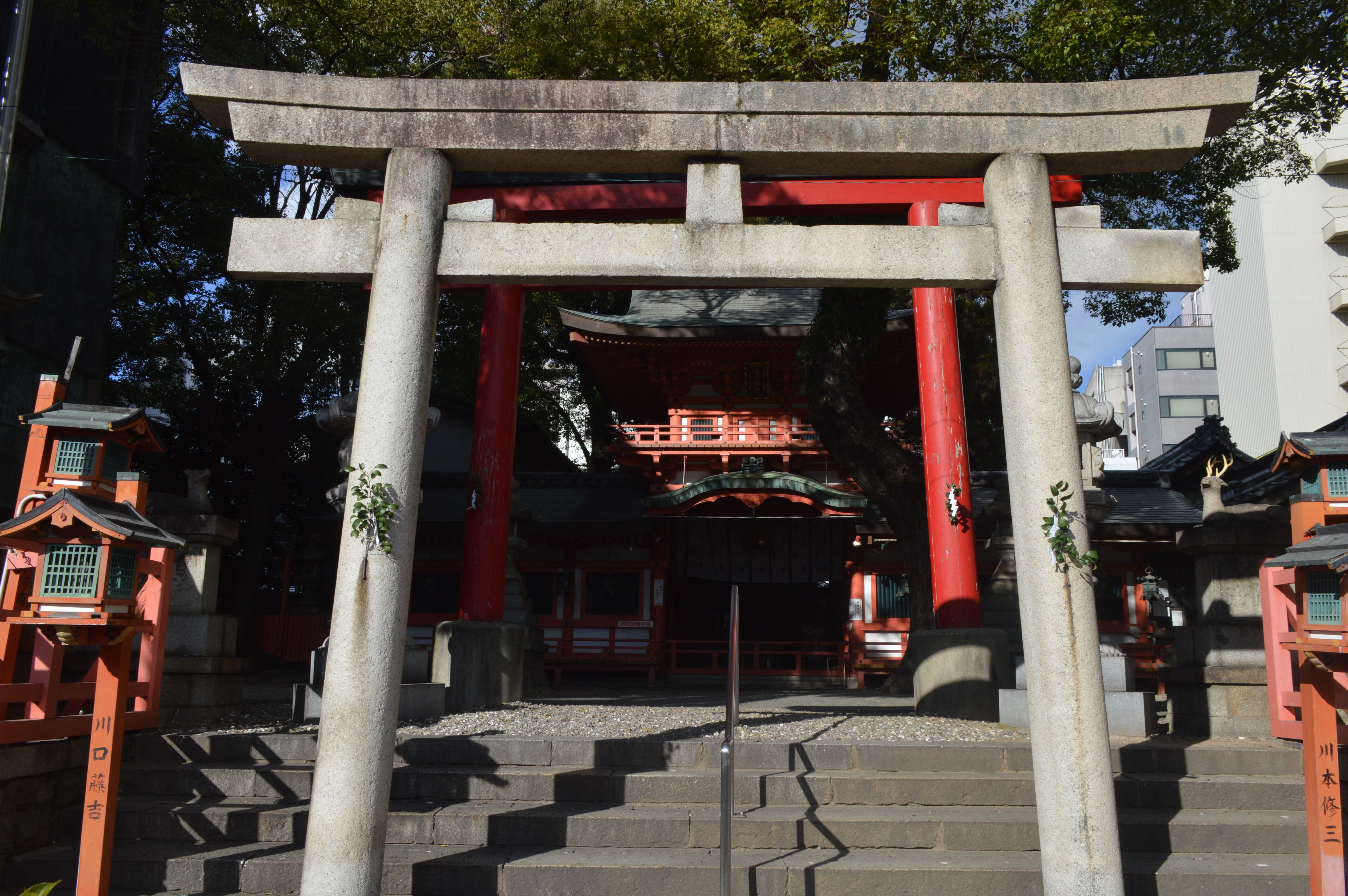
社務所
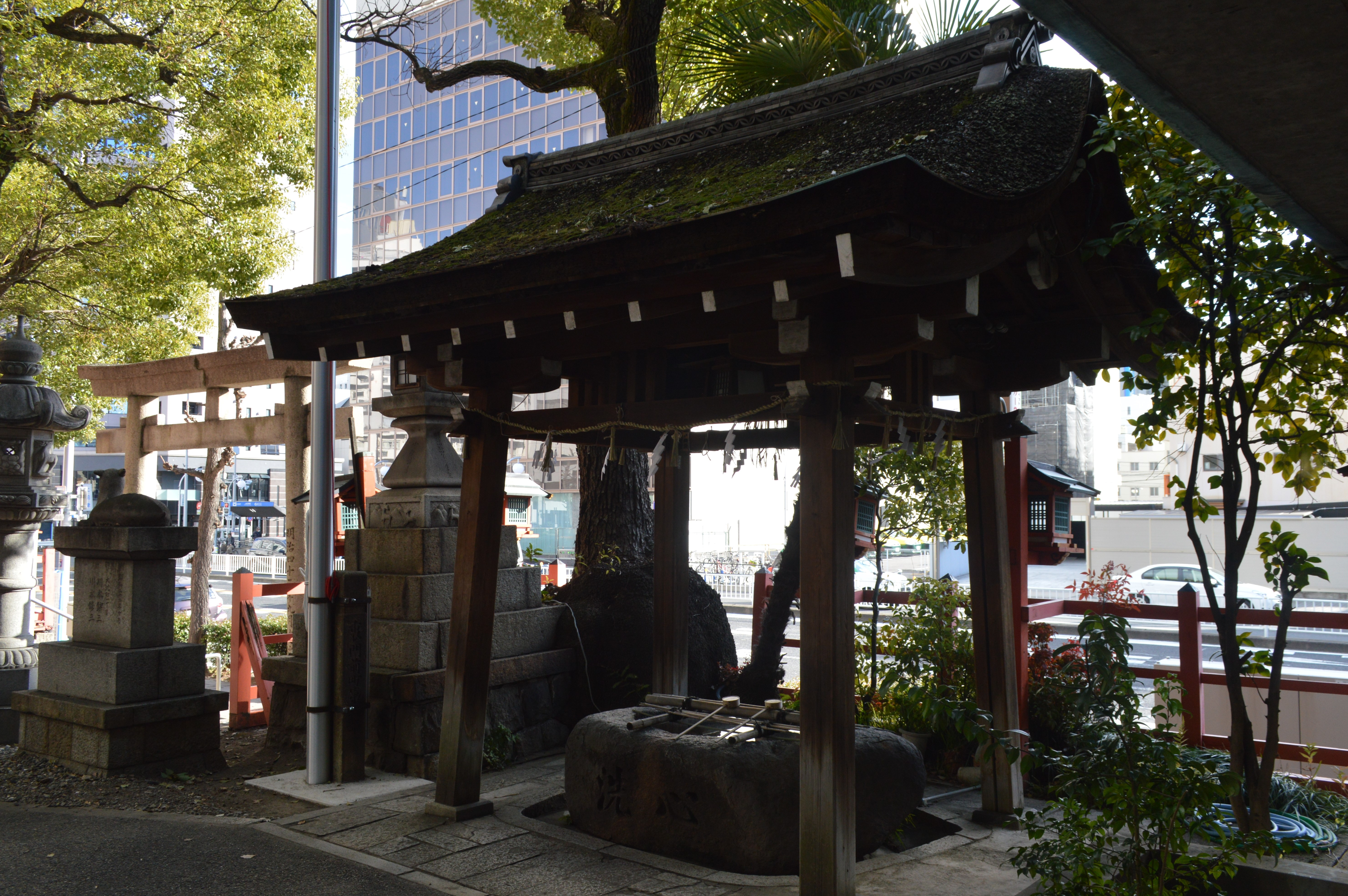
手水舎
- 天王社 - 境内社。

- 玄関
- 鳥居
- 手水舎

## 境外社

### 大直禰子神社

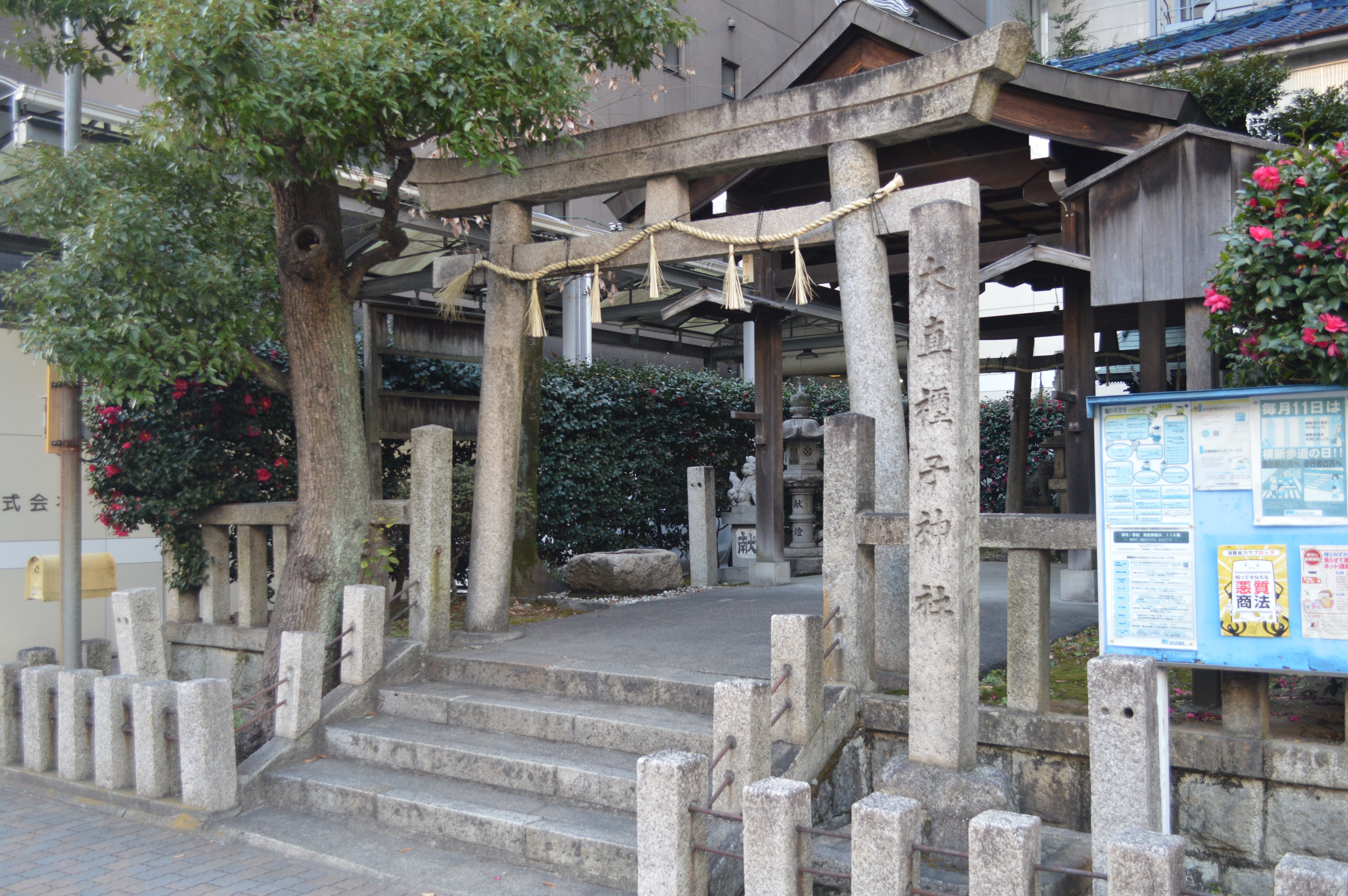
大直禰子神社

名古屋市中区大須4丁目11-17には境外社の大直禰子神社（おおただねこじんじゃ）がある。祭神は大直禰子命（おおたたねこのみこと）。

#### 大直禰子神社の歴史
勧請された時期は不詳だが、小林城主の牧長清によって再興された。おから猫という美しい猫の伝承があり、江戸時代後期の戯作者である石橋庵真酔は「城南の前津、矢場の辺に一物の獣あり（中略）。御空猫と称す」と書いている。千代田には江戸時代に建立された「おからねこ」「矢場地蔵」と書かれた石標がある。
明治初期には於加良根子神社（おからねこじんじゃ）に改称し、1895年（明治28年）に社殿を改修して遷宮した。近代社格制度においては無格社であり、明治時代中期まではネコの神社とされていた。明治末期頃、若原敬経は「おからねこは大直禰子が訛った言葉である」とする新説を提唱し、氏子らがこれに賛同したことで、1909年（明治42年）4月に大直禰子神社に改称した。1913年（大正2年）1月に春日神社の末社となり、春日神社の神職が大直禰子神社も兼務した。

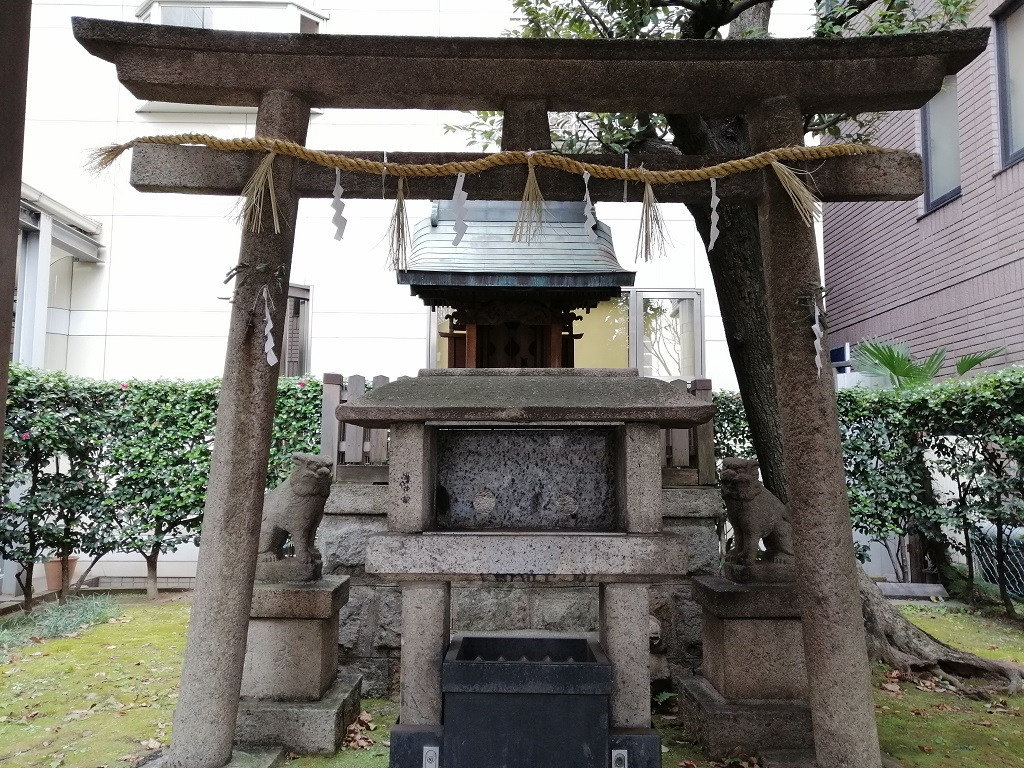
社殿前の鳥居
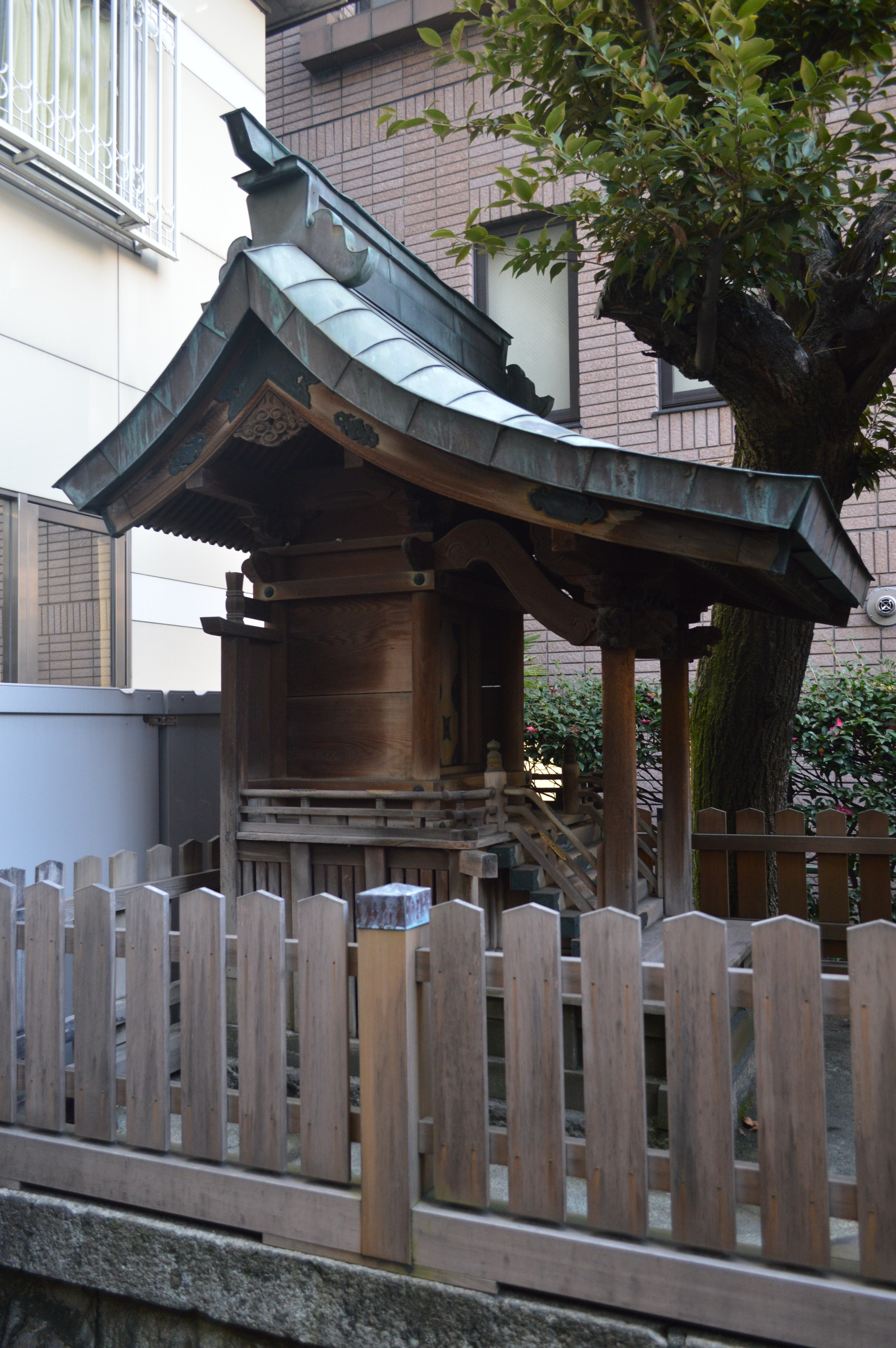
社殿

## 行事
- 1月1日 - 歳旦祭
- 2月3日 - 節分祭
- 7月25日 - 赤丸祭
- 10月18日 - 秋大祭前日祭
- 10月19日 - 秋例大祭
- 12月31日 - 大祓
- 12月31日 - どんど焼

## 現地情報
所在地
- 460-0011 愛知県名古屋市中区大須3丁目46-34

交通アクセス
- 名古屋市営地下鉄鶴舞線・名城線上前津駅から徒歩約2分[1]